# Paratus sinensis
Espèce
Paratus sinensis est une espèce d'araignées aranéomorphes de la famille des Liocranidae.

## Distribution
Cette espèce est endémique du Yunnan en Chine,.

## Description
Les mâles mesurent de 3,20 à 4,63 mm et la femelle 3,63 mm.

## Étymologie
Son nom d'espèce, composé de sin[a] et du suffixe latin -ensis, « qui vit dans, qui habite », lui a été donné en référence au lieu de sa découverte, la Chine.

## Publication originale
- Marusik, Zheng & Li, 2008 : A review of the genus Paratus Simon (Araneae, Dionycha). Zootaxa, no 1965, p. 50-60.